# Cyberangreb
Et cyberangreb er når der er en uautoriseret handling mod computerinfrastruktur, der kompromitterer datafortrolighed, dataintegritet eller datatilgængelighed af dets indhold.
Den stigende afhængighed af stadig mere komplekse og sammenkoblede computersystemer i de fleste områder af mennesker liv er den vigtigste faktor, der forårsager sårbarhed over for cyberangreb, da stort set alle computersystemer har bug, der kan udnyttes af angribere. Selvom det er umuligt eller upraktisk at skabe et perfekt sikkert system, er der mange forsvarsmekanismer, der kan gøre et system sværere at angribe.
Gerningsmændene til et cyberangreb kan være kriminelle, hacktivister eller stater. De forsøger at finde svagheder i et system, udnytte dem og skabe malware for at udføre deres mål og levere det til det målrettede system. Når den først er installeret, kan malwaren have en række forskellige effekter afhængigt af dens formål. Detektion af cyberangreb er ofte fraværende eller forsinket, især når malwaren forsøger at spionere på systemet, mens den forbliver uopdaget. Hvis det opdages, kan den målrettede organisation forsøge at indsamle beviser om angrebet, fjerne malware fra sine systemer og lukke den sårbarhed, der aktiverede angrebet.
Cyberangreb kan forårsage en række forskellige skader på målrettede enkeltpersoner, organisationer og regeringer, herunder betydelige økonomiske tab og identitetstyveri. Cyberangreb er normalt ulovlige både som kriminalitet og cyberkrigsførelse, selvom det er svært at tilskrive angrebet korrekt, og gerningsmændene bliver sjældent retsforfulgt.

## Definitioner
Et cyberangreb kan defineres som ethvert forsøg fra en person eller organisation, der "bruger en eller flere computere og computersystemer til at stjæle, afsløre, ændre, deaktivere eller eliminere information eller til at bryde computerinformationssystemer, computernetværk og computerinfrastrukturer". Definitionerne er forskellige med hensyn til den type kompromis, der kræves - for eksempel at kræve, at systemet producerer uventede reaktioner eller forårsager personskade eller skade på ejendom. Nogle definitioner udelukker angreb udført af ikke-statslige aktører, og andre kræver, at målet er en stat. At holde et system sikkert afhænger af opretholdelse af CIA-triaden: datafortrolighed (ingen uautoriseret adgang), dataintegritet (ingen uautoriseret ændring) og datatilgængelighed. Selvom datatilgængelighed er mindre vigtig for nogle webbaserede tjenester, kan det være det mest afgørende aspekt for industrielle systemer.

## Beskyttelse
Et systems arkitektur og designbeslutninger spiller en stor rolle i at bestemme, hvor sikkert det kan være. Den traditionelle tilgang til at forbedre sikkerheden er påvisning af systemer, der er sårbare over for angreb og hærdning af disse systemer for at gøre angreb vanskeligere, men det er kun delvist effektivt. Formel risikovurdering for kompromittering af meget komplekse og indbyrdes forbundne systemer er upraktisk, og det relaterede spørgsmål om, hvor meget man skal bruge på sikkerhed, er svært at besvare. På grund af den stadigt skiftende og usikre karakter af cybertrusler kan risikovurderinger frembringe scenarier, der er dyre eller uoverkommelige at afbøde. Fra/indtil 2019 er der ingen kommercielt tilgængelige, udbredte aktive forsvarssystemer til at beskytte systemer ved bevidst at øge kompleksiteten eller variabiliteten af systemerne for at gøre det sværere at angribe. cyberrobusthedstilgangen antager på den anden side, at brud vil forekomme og fokuserer på at beskytte væsentlig funktionalitet, selvom dele er kompromitteret, ved hjælp af tilgange som datanet mikrosegmentering, zero-trust-arkitektur og planlægning af forretningskontinuitet.
De fleste angreb kan forhindres ved at sikre, at al software er fuldt patchet. Ikke desto mindre er fuldt patchede systemer stadig sårbare over for udnyttelser ved hjælp af nul-dags sårbarheder. Den højeste risiko for angreb opstår lige efter, at en sårbarhed er blevet offentliggjort, eller en patch er frigivet, fordi angribere kan skabe udnyttelser hurtigere, end en patch kan udvikles og rulles ud.
Softwareløsninger har til formål at forhindre uautoriseret adgang og opdage indtrængen af skadelig software. Brugertræning kan undgå cyberangreb (fx ikke at klikke på et mistænkeligt link eller åbne en vedhæftet fil), især dem, der afhænger af brugerfejl. Men for mange regler kan få medarbejderne til at se bort fra dem, hvilket negerer enhver sikkerhedsforbedringer. Nogle insiderangreb kan også forhindres ved hjælp af regler og procedurer. Tekniske løsninger kan forhindre mange årsager til menneskelige fejl, der efterlader data sårbare for angribere, såsom kryptering af alle følsomme data, forhindre medarbejdere i at bruge usikre adgangskoder, installere antivirussoftware for at forhindre malware og implementere et robust patching-system for at sikre, at alle enheder er opdateret.
Der er kun få beviser for effektiviteten og omkostningseffektiviteten af forskellige cyberangrebsforebyggende foranstaltninger. Selvom opmærksomhed på it-sikkerhed kan reducere risikoen for angreb, er det umuligt at opnå perfekt sikkerhed for et komplekst system, og mange sikkerhedsforanstaltninger har uacceptable omkostninger eller brugervenlighed ulemper. Fx er reduktion af kompleksiteten og funktionaliteten af systemet effektivt til at reducere angrebsfladen. At afbryde systemer fra internettet er en virkelig effektiv foranstaltning mod angreb, men det er sjældent muligt. I nogle jurisdiktioner er der juridiske krav til beskyttelse mod angreb.

## Angrebsproces og angrebstyper
Cyber kill chain er den proces, hvorved gerningsmændene udfører cyberangreb:
1. Rekognoscering: Potentielle angribere søger efter information om systemet for at målrette det. De kan søge offentligt tilgængelige oplysninger eller udføre social engineering-angreb for at få flere oplysninger om målets systemer.[21]
2. Weaponization: Efter at have fundet en it-sårbarhed bygger angribere en udnyttelse for at få adgang og malware til at udføre angrebet.[22]
3. Levering: Når weaponization er fuldført, leveres malwaren til målet.[22] De fleste databrud og malware-indsættelser aktiveres af phishing, hvor angriberen sender en ondsindet kommunikation, ofte en e-mail, i et forsøg på at få modtageren til at klikke på et link eller en vedhæftet fil for at levere malware.[23] Drive-by-download kræver ingen klik, kun et besøg på et ondsindet websted.[23] Nogle gange står insidere bag angrebet og kan bruge deres legitimationsoplysninger til at omgå sikkerheden.[24] Nogle angreb leveres indirekte via virksomheder, der har en forretningsforbindelse med målet. Andre kan blive leveret ved direkte adgang til hardware, især i tilfælde af bestikkelse eller afpresning.[22]
4. Exploitation: Angriberens software udføres på det målrettede system og skaber ofte en it-bagdør for at aktivere fjernstyring, som udnyttes af angriberen.[22]
5. Mange angribere vil ikke starte et angreb med det samme.[25] Angriberen søger ofte at fortsætte efter systemafbrydelse (såsom nedbrud eller genstart), undgå registrering og privilegieeskalering[26] og sikre flere kommunikationskanaler med sine controllere.[25] Andre almindelige handlinger omfatter at reagere på fjernbetjeninger og indsamle og kopiere data til en enhed, der kontrolleres af angriberen (dataeksfiltrering).[26]